# Lavredis Alexanidis
Lavredis Alexanidis (řecky Λαυρέντης Αλεξανίδης) vlastním jménem Temur Giviašvili (gruzínsky თემურ გივიაშვილი) (11. září 1978 v Kvemo Kedi, Sovětský svaz) je bývalý gruzínský zápasník – judista, který od roku 2000 reprezentoval Řecko.

## Sportovní kariéra
Koncem devadesátých let patřil do užšího výběru gruzínské reprezentace, ale proti Nestoru Chergianimu se nedokázal prosadit. Koncem roku 1999 přijal nabídku k reprezentování Řecka, které vytvářelo tým pro domácí olympijské hry v roce 2004. Změna barev však v roce 2000 nepřinesla kýžený efekt kvalifikace na olympijské hry v Sydney. Ani v dalších letech se neuměl výrazně prosadit a plnil více roli náhradníka. Obturnaj startoval v superlehké, poololehké a dokonce i v lehké váze. Do řecké nominace na olympijské hry v Athénách se vešel v lehké váze, ve které úspěch nezaznamenal. V roce 2008 se kvalifikoval na své druhé letní olympijské hry v Pekingu a vypadl ve druhém kole. Sportovní kariéru ukončil v roce 2011.

## Výsledky
| Turnaj             | 2000                        | 2001                        | 2002                        | 2003                        | 2004                        | 2005                        | 2006                        | 2007                        | 2008                        | 2009                        | 2010                        |
| Turnaj             | 22                          | 23                          | 24                          | 25                          | 26                          | 27                          | 28                          | 29                          | 30                          | 31                          | 32                          |
| Turnaj             | superlehká / pololehká váha | superlehká / pololehká váha | superlehká / pololehká váha | superlehká / pololehká váha | superlehká / pololehká váha | superlehká / pololehká váha | superlehká / pololehká váha | superlehká / pololehká váha | superlehká / pololehká váha | superlehká / pololehká váha | superlehká / pololehká váha |
| ------------------ | --------------------------- | --------------------------- | --------------------------- | --------------------------- | --------------------------- | --------------------------- | --------------------------- | --------------------------- | --------------------------- | --------------------------- | --------------------------- |
| Olympijské hry     | —                           |                             |                             |                             | úč.                         |                             |                             |                             | úč.                         |                             |                             |
| Mistrovství světa  |                             | úč.                         |                             | úč.                         |                             | úč.                         |                             | úč.                         |                             | úč.                         | úč.                         |
| Mistrovství Evropy | úč.                         | 5.                          | 7.                          | úč.                         | úč.                         | 3.                          | úč.                         | —                           | 3.                          | úč.                         | úč.                         |